# Twerking Queen
Twerking Queen è il primo album in studio della cantante italiana Elettra Lamborghini, pubblicato il 14 giugno 2019.
Il 14 febbraio 2020 è stata messa in commercio la ristampa dell'album, intitolata Twerking Queen (el resto es nada): come primo estratto dalla nuova versione è stato pubblicato il 6 febbraio il brano Musica (e il resto scompare) con cui la Lamborghini ha partecipato al Festival di Sanremo 2020.

## Descrizione
Annunciato il 27 maggio 2019 dopo aver firmato il contratto con la Universal, l'album è stato anticipato da tre singoli lanciati tra il 2018 e il 2019: Pem Pem, pubblicato a febbraio 2018 come singolo apripista, Mala, estratto a settembre dello stesso anno ed infine Tócame, rilasciato nel giugno 2019 e realizzato in collaborazione con i rapper Pitbull e Childsplay.
Il nome dell'album è un'allusione all'abilità della Lamborghini nel ballare il twerking.

## Accoglienza
| Recensione | Giudizio |
| ---------- | -------- |
| Newsic     | 6,50/10  |
| Ondarock   | 3/10     |
| Rockol     | 5/10     |

Twerking Queen è stato accolto perlopiù in maniera negativa da parte della critica specializzata.
Matteo Vagni di Newsic, sebbene dia la sufficienza al progetto, lo descrive come «un pastone di cose già intercettate e ascoltate distrattamente» e che le parole nei testi «sono abbastanza vuote, stereotipate da un substrato latino», mentre vocalmente la cantante «fa il compitino e il minimo indispensabile».
Gabriele Fazio dell'Agenzia Giornalistica Italia scrive che Twerking Queen è «inascoltabile, imbarazzante, una roba da dilettanti particolarmente poveri di anima» trovando scabroso che «una forma di espressione così alta e profonda venga sminuita in maniera così deprimente». Fazio conclude che il progetto «non è arte, è marketing». Anche Rockol si sofferma sull'aspetto commerciale e di visibilità di Elettra ritenendo, diversamente da Fazio, «interessante» il tentativo di «fare di Elettra Lamborghini anche un personaggio musicale, oltre che televisivo» alla pari di alcune celebrità statunitensi.
Damiano Pandolfini di Ondarock definisce il progetto «terribilmente stereotipato, vacuo e liofilizzato» a cui associa un «sentimento di imbarazzo di fronte all'evidente inutilità della questione». Pandolfi scrive che la voce della cantante risulti «spenta e anonima», oltre che «visibilmente corretta in fase di produzione per rendere il lavoro almeno orecchiabile», ritenendo che sebbene «il budget e i mezzi di certo non mancavano» per l'ereditiera, si è prodotto un album in «equilibrio tra spazzatura e faceto».

## Tracce
1. Tócame (feat. Pitbull e Childsplay) – 2:41
2. Corazón morado (feat. Sfera Ebbasta) – 3:32
3. Pem Pem – 2:54
4. Fanfare (feat. Gué Pequeno) – 3:01
5. Fuerte – 2:37
6. Te quemas (feat. MC G15) – 2:41
7. Pegaditos – 2:52
8. Maldito día – 3:24
9. Ven – 2:59
10. Mala – 2:56

Tracce bonus dell'edizione deluxe Twerking Queen (el resto es nada)
1. Musica (e il resto scompare) – 3:15
2. Musica (el resto es nada) – 3:15
3. Non succederà più (feat. Myss Keta) – 3:13
4. Maldito día Remix (feat. Rkomi) – 3:09
5. Te quemas Remix (feat. Samurai Jay e MamboLosco) – 2:33
6. Bombonera – 2:47

## Classifiche

### Classifiche settimanali
| Classifica (2019) | Posizione massima |
| ----------------- | ----------------- |
| Italia            | 3                 |

### Classifiche di fine anno
| Classifica (2019) | Posizione |
| ----------------- | --------- |
| Italia            | 61        |
| Classifica (2020) | Posizione |
| Italia            | 39        |